# Tormenta tropical Bertha (2020)
La tormenta tropical Bertha fue una tormenta tropical fuera de temporada de corta duración que impactó el estado de Carolina del Sur en Estados Unidos a fines de mayo de 2020. La segunda tormenta nombrada y también la segunda tormenta tropical consecutiva fuera de temporada, perteneciente a la muy activa temporada de huracanes del Atlántico de 2020, Bertha se originó en un canal en el Golfo de México. El Centro Nacional de Huracanes (NHC) solo anticipó un ligero desarrollo a medida que la depresión se movía sobre el sur de Florida, trayendo lluvias torrenciales. El sistema se organizó rápidamente el 27 de mayo después de que emergiera en el Océano Atlántico occidental, desarrollando una circulación pequeña y bien definida. Ese día, la perturbación se convirtió en la tormenta tropical Bertha al este de Georgia, y unas horas más tarde se trasladó a tierra cerca de Isle of Palms, Carolina del Sur, con vientos máximos de 85 km/h (50 mph). La tormenta se debilitó sobre la tierra y se disipó a última hora del 28 de mayo sobre Virginia Occidental.
La tormenta y su perturbación precursora causaron fuertes lluvias  e inundaciones repentinas en el sur de Florida. En Carolina del Sur, Bertha produjo mareas por encima de lo normal y lluvias localmente abundantes lo que provocó inundaciones menores. Mientras la tormenta avanzaba hacia Carolina del Norte sus restos provocaron un tornado y las corrientes de resacas provocaron varios rescates de agua en el Surf City. La ola precursora de Bertha causaron el retraso del lanzamiento histórico de SpaceX y Crew Dragon Demo-2 de la NASA el 27 de mayo.

## Historia meteorológica

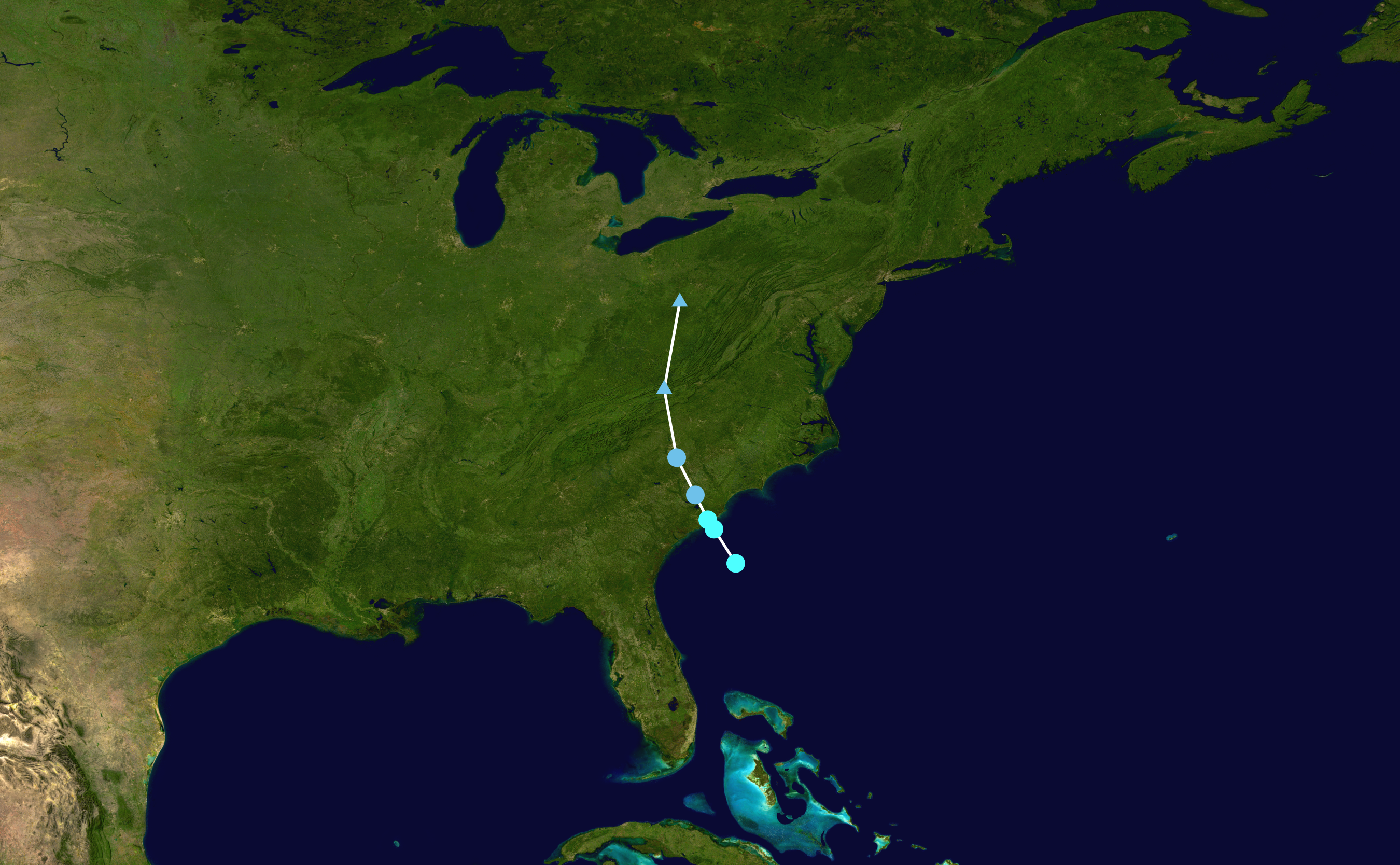
Mapa que traza la trayectoria y la intensidad de la tormenta, de acuerdo con la escala de huracanes de Saffir-Simpson

El 25 de mayo de 2020, el Centro Nacional de Huracanes (NHC) comenzó a rastrear tormentas eléctricas asociadas con un canal de superficie alargado ubicado sobre Florida y el Océano Atlántico para el desarrollo potencial en un ciclón tropical, pero no esperaba la formación debido a los fuertes vientos de nivel superior y el alto potencial para el perturbación para moverse hacia el interior. Sin embargo, contrario a las predicciones, el sistema se organizó después de moverse hacia el norte, lo que a su vez contribuyó a aumentar la convección y los vientos dentro del sistema. Basado en datos de radar Doppler del NWS de Charleston y datos de boya, el sistema se convirtió en la tormenta tropical Bertha a las 06:00 UTC el 27 de mayo aproximadamente a poco más de 100 millas (160 km) al este-sureste de Charleston, Carolina del Sur. Bertha continuó fortaleciéndose a pesar de su proximidad a la tierra. A las 13:30 UTC Bertha tocó tierra en  Isle of Palms, Carolina del Sur en su máxima intensidad, con vientos de 50 mph (85 km/h) y una presión de 1005 mbar. Desde la formación hasta el aterrizaje, Bertha tenía un campo inusualmente pequeño de vientos huracanados, que se extendía a solo 40 kilómetros del centro. Bertha comenzó a debilitarse rápidamente una vez tierra adentro, convirtiéndose en una depresión tropical pocas horas después de tocar tierra a las 18:00 UTC de ese día. Bertha rápidamente degeneró en un remanente post-tropical sobre el oeste de Virginia a las 06:00 UTC del 28 de mayo. Los restos de esta tormenta se transformaron en un ciclón extratropical y se agrandaron en tamaño. El ciclón, asociado con un frente frío, trajo fuertes lluvias, tormentas eléctricas e inundaciones a la región de los Grandes Lagos antes de ser absorbido por un sistema extratropical más grande un día después sobre el sur de Quebec.

## Preparaciones e impacto

### Estados Unidos

#### Las Carolinas

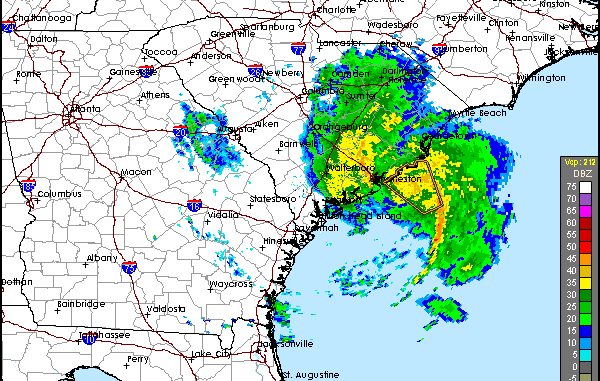
La tormenta tropical Bertha cerca de tocar tierra cerca de Charleston, Carolina del Sur

Antes del desarrollo de Bertha, el NHC advirtió sobre el potencial de que el sistema podría causar inundaciones repentinas, condiciones marinas peligrosas, olas y corrientes de resaca que amenazan la vida. Dado que la génesis de Bertha fue muy inesperada, se emitieron advertencias de tormenta tropical para partes de la costa de Carolina del Sur desde Edisto Beach hasta South Santee River solo una hora antes de tocar tierra. El Centro Nacional de Huracanes advirtió que dadas las condiciones precedentes muy saturados, la lluvia de Bertha podían producir inundaciones repentinas e inundaciones de ríos que amenazan la vida. El 2020 Alsco Uniforms 500 celebrado en Charlotte se pospuso un día debido a la posibilidad de un mal tiempo.
Al trasladarse a tierra, Bertha produjo una pequeña marejada ciclónica que provocó algunas inundaciones costeras. Wrightsville Beach, Carolina del Norte registró niveles de agua de 0,40 m (1,32 pies) por encima de lo normal, las mareas más altas relacionadas con la tormenta. Bertha también dejó caer la lluvia en Carolina del Sur, alcanzando 5 pulgadas (130 mm) en algunos lugares. Las ráfagas de viento en tierra alcanzaron 85 km/h (50 mph) en Winyah Bay.
Las inundaciones en Charleston, Carolina del Sur inundaron calles y automóviles. Algunos arroyos excedieron sus orillas en el Condado de Lancaster, inundando algunos puentes. Se produjeron cortes de energía menores en toda Carolina del Sur. Las fuertes lluvias en Carolina del Norte inundaron carreteras y arroyos cerca de Charlotte. Los restos de la tormenta generaron un breve tornado EF0 en el norte del Condado de Warren, que destruyó un edificio y derribó algunos árboles. Los daños causados por tornados relacionados con Bertha se estimaron en 50.000 dólares. Al menos diez personas requirieron ser rescatadas en Surf City de las corrientes de resaca.

#### Florida

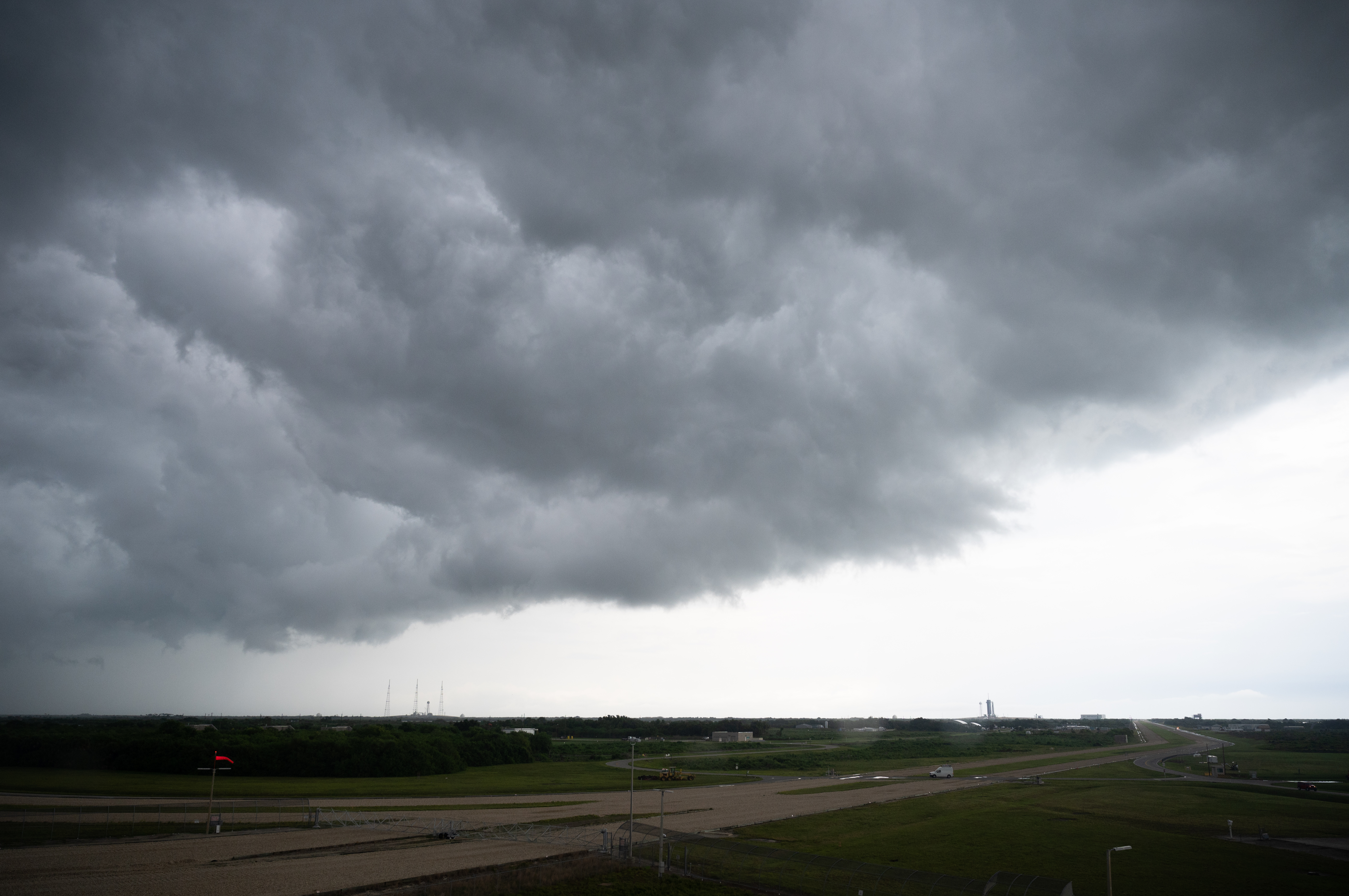
Nubes de tormenta de Bertha en el Centro Espacial Kennedy, que interrumpieron el lanzamiento de Crew Dragon Demo-2

La perturbación precursora de la tormenta tropical Bertha causó un importante evento de lluvia de varios días en todo el sur de Florida, con acumulaciones de 8–10 pulgadas (200–250 mm) en varios lugares, y con una acumulación máxima de 72 horas de 14.19 pulgadas (360 mm) en Miami. Las tasas de precipitación de 4 pulgadas (100 mm) por hora contribuyeron a un total de 24 horas de 7.4 pulgadas (190 mm) allí, duplicando el récord de lluvia diario anterior y resultando en el evento de lluvia más significativo de la ciudad en ocho años. La perturbación precursora generó un tornado EF1 en la ciudad de Aladdin, que produjo vientos de 140 km/h (90 mph) y estuvo en el suelo durante 7.77 km/h (4,83 millas). El tornado dañó árboles y cercas y volcó varios campistas. También hubo una nube de embudo en el Condado de Broward. Las tormentas eléctricas produjeron granizo de hasta 1 pulgada (25 mm) de diámetro cerca de Wellington, así como ráfagas de viento estimadas de hasta 100 km/h (65 mph).
En Miami y sus alrededores, las lluvias contribuyeron a la inundación de hogares y carreteras, especialmente cerca de los canales. Algunas casas incluso informaron derrumbes parciales del techo en Hallandale Beach y Hollywood como resultado de las fuertes precipitaciones. La policía local de El Portal solicitó que el Distrito de Administración del Agua del Sur de la Florida abra compuertas para aliviar las inundaciones en esos canales. En Hialeah, varios vehículos quedaron varados en carreteras inundadas, lo que provocó varios rescates de agua. El alcalde pidió a los residentes que permanecieran en el interior en consecuencia. Los días de fuertes lluvias provocaron que las oficinas locales del Servicio Meteorológico Nacional emitieran advertencias de inundaciones repentinas, y las tormentas eléctricas esporádicas intensas provocaron advertencias adicionales. Un tornado EF1 causó principalmente daños a árboles y cercas en el sur de Miami, aunque varios campistas también fueron volcados. Las ráfagas asociadas con la perturbación en Florida superaron las 51 mph (82 km/h) cerca de Key Biscayne, Florida. Incluso a medida que el sistema avanzaba hacia el norte, lejos de Florida, las franjas exteriores de la tormenta tropical Bertha contribuyeron al clima tormentoso en todo el estado el 27 de mayo, lo que obligó a la cancelación del lanzamiento previsto de Crew Dragon Demo-2 el 27 de mayo desde Cabo Cañaveral. Los daños en el estado se estimaron en 71.000 dólares.

#### En otras partes
Los restos de Bertha más tarde trajeron lluvias a Virginia Occidental, lo que provocó inundaciones repentinas en el Condado de Kanawha que inundaron algunas carreteras. El daño en todo el estado se estimó en $16,000. Las precipitaciones de Bertha se extendieron al noreste de Ohio, donde fue el primer ciclón tropical anterior que afectó al estado registrado. Pittsburgh, Pensilvania registró 0,61 pulgadas (15 mm) de lluvia relacionada con la tormenta.